# Субполарна клима
Субполарна клима представља прелазни тип између умерене и поларне климе на северној и јужној полулопти. Одликује се веома оштрим, дугим и хладним зимама и падавинама до 300 милиметара годишње. Температура најтоплијег месеца није виша од 12°C. Лето је хладно, а замрзнуто тло се делимично открављује што утиче на формирање мочварних предела. Над океанима се јављају јаки ветрови, облачност је висока, а падавине су обилне.